# モガディシオ・ヴィラブルッチ鉄道
モガディシオ・ヴィラブルッチ鉄道は、かつてイタリア領ソマリランドにあった、シェベリ川沿いの鉄道。1914年から1941年に、主として農作物の輸送に使われた。第二次世界大戦後、イギリス軍に破壊された。以後、ソマリアには2013年現在に至るまで、鉄道が無い。

## 歴史
19世紀末、イタリアは今日のソマリア東部にあたる地域の植民地化を進め、イタリア領ソマリランドを作った。第一次世界大戦後、その中心都市であるモガディシオ（今日のソマリアの首都モガディシュ）を起点とした鉄道の建設が進められた。
1918年、モガディシュからバイドアへの鉄道が計画されたが、アフゴーイでシェベリ川を越えることができず、29キロメートルの段階で中断した。鉄道として運営が開始されたのは1924年9月からだった。
1920年代になると、イタリア貴族のルイージ・アメデーオ・ディ・サヴォイアがシェベリ川沿いに広がる植民地村を繋ぐための鉄道建設を計画した。1927年1月に着工され、9月に完成した。長さ114キロメートルで、終点はヴィラブルッチ（今日のジョウハル）の鉄道が建設された。当初の計画ではソマリアの国境を越えてエチオピアのオガデンまで繋ぐ計画だったが、エチオピア側が難色を示して1936年に中止されている。
イタリアは1936年、エチオピアを併合してイタリア領東アフリカを作った。1939年、イタリアの指導者ベニート・ムッソリーニは、モガディシオとエチオピアの首都アディスアベバを鉄道と道路で結ぶことを計画したが、第二次世界大戦には道路（"La Strada Imperiale"）しか間に合わなかった。
1941年、イギリスがイタリア領東アフリカを征服すると、鉄道はイギリス軍によって解体された。それ以降もモガディシュ港内でのみ部分的に使用されていた。1942年にイギリスはこの蒸気機関車のいくつかをエリトリアに移動し、マッサワ-アスマラ鉄道に流用した。
1980年代、ソマリア大統領のモハメド・シアド・バーレは鉄道の再開を計画したが、まもなくバーレが失脚してソマリア内戦へと突入したため、実現しなかった。

## 営業
この鉄道は政府系の会社Ferrovie Somale（ソマリア鉄道）が運営していた。この鉄道は、主として貨物輸送に使われた。貨物は主として農業関係で、ビラブルッチで取れたバナナとコーヒーをモガディシオの港から輸出することが多かった。その他、観光客も運んだ。1930年の営業成績は、乗客19,359人、貨物43,467トン、売り上げ1,591,527ソマリアリラだった。

## 設備
ソマリア鉄道の設備は基本的にはエリトリア鉄道と同じものである。

### 蒸気機関車
3種が使われた。1種は車軸配置がホワイト式で0-4-0で、2種が0-4-4-0だった。

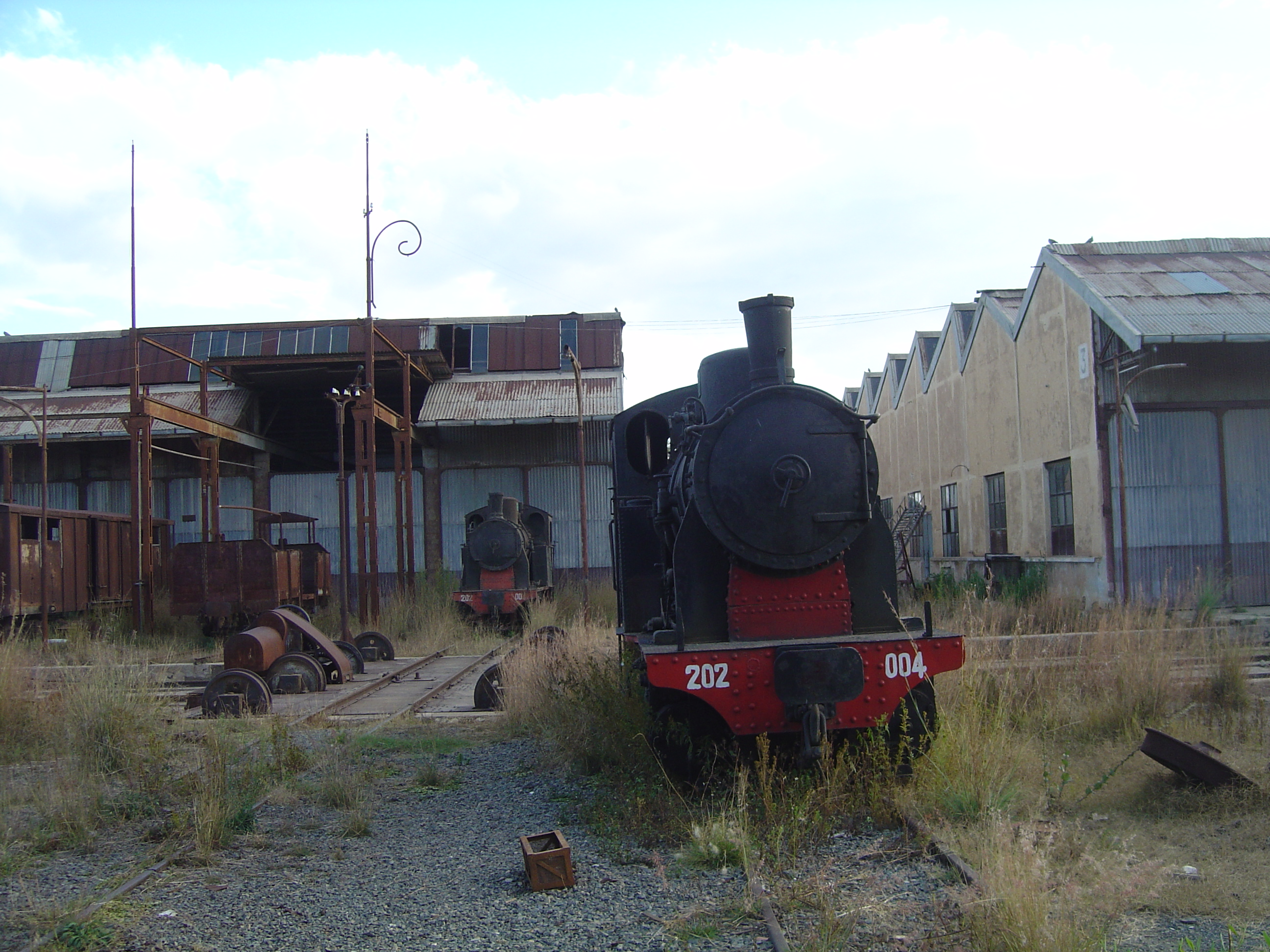
エリトリアで使われていたソマリア鉄道と同型の202式蒸気機関車。

#### 202シリーズ
1927年から1937年頃にイタリアミラノのブレダ（Breda）の工場で作られた小型の0-4-0タンク機関車で、今日で言うスイッチャー用機関車に近い。ショートサイドタンク機関車で、後方に石炭庫があり、さらに砂撒き装置用の砂にドーム壁を挟んでボイラーの熱が伝わるようになっているものであった。これは、砂を乾燥するための工夫として当時人気がある仕組みだった。また、ワルシャート式弁装置の蒸気機関車だった。

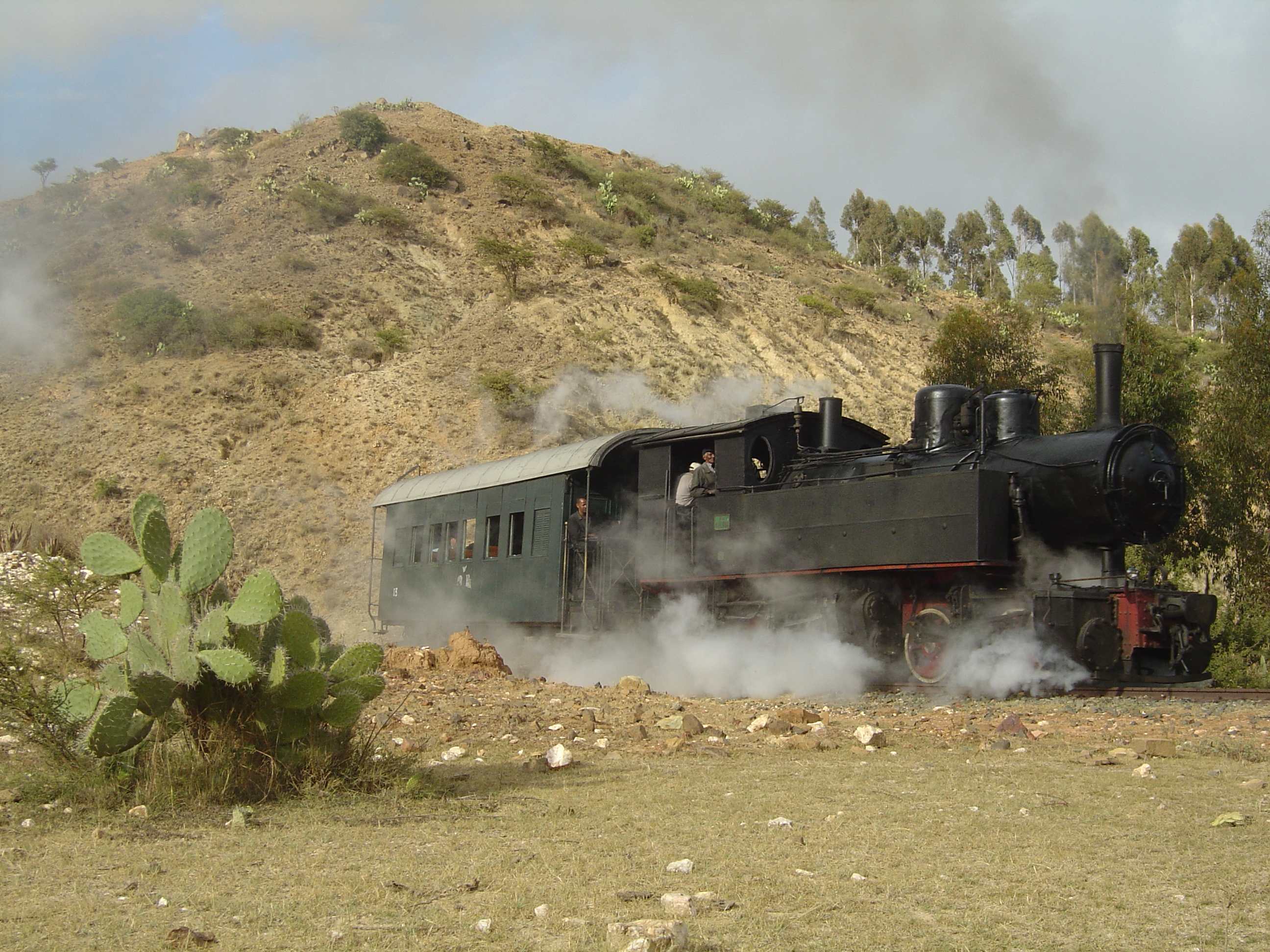
440式機関車

#### 440シリーズ
初期のマレー式機関車の一つ。この一台、1915年にジェノヴァで作られた車体がエリトリアのアスマラ駅に保存されている。

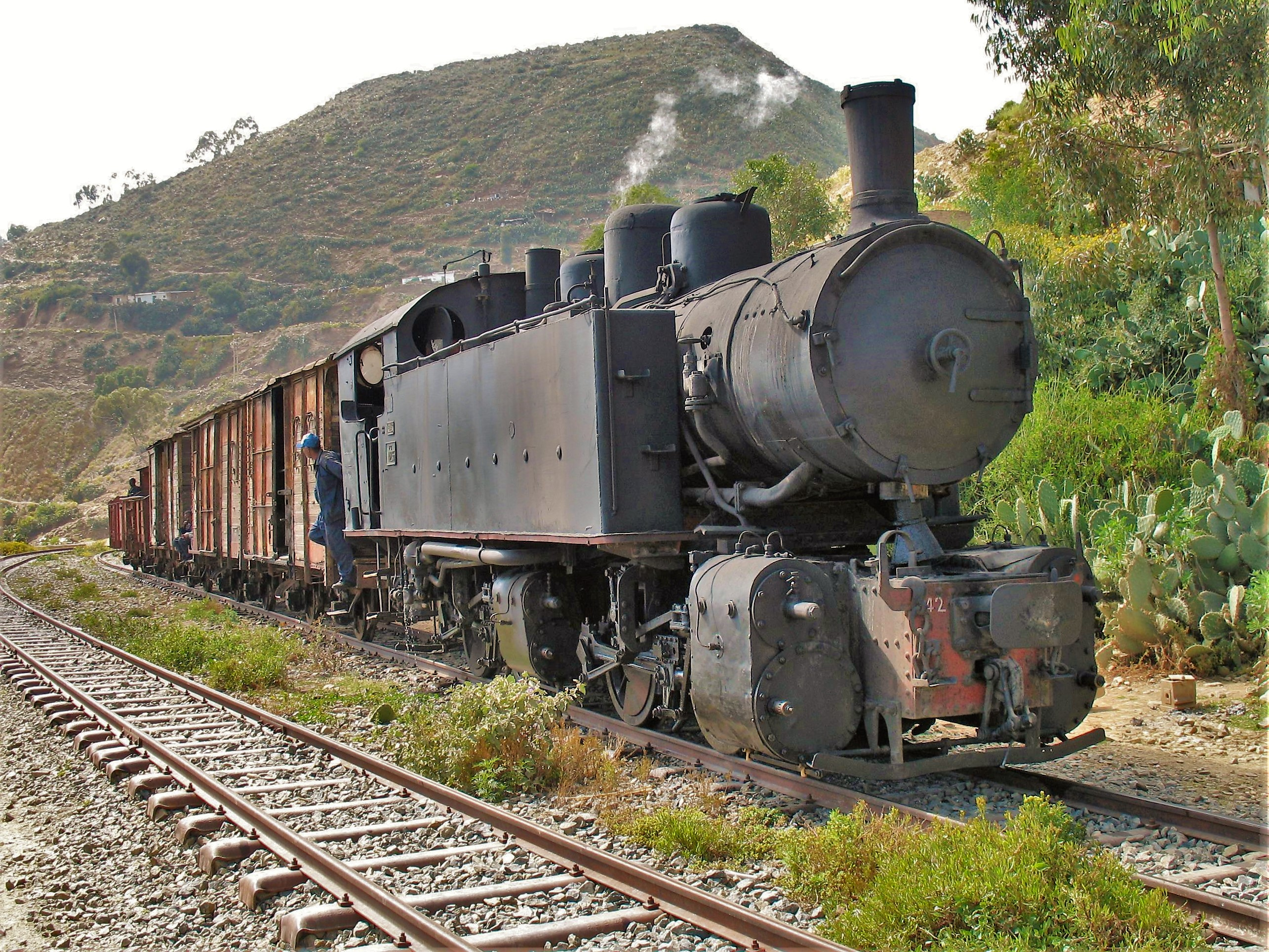
アンサルド442式機関車

#### 442シリーズ
これまでの440式と441式（これは不成功に終わった）を大型のものと交換するため、1938年にジェノヴァのアンサルドで作られた。この機種は構造はシンプルであったが、重量が大きいために動かしにくかった。これもショートサイドタンク機関車だった。モガディシュ鉄道用には若干大型すぎるものであった。

## 路線
| 駅                                                  | 距離   | 高度  |
| --------------------------------------------------- | ------ | ----- |
| モガディシオ                                        | 0 km   | 0 m   |
| （シェベリ川を越える橋）                            | 30 km  | 18 m  |
| アフゴイ                                            | 50 km  | 64 m  |
| アダレイ                                            | 66 km  | 78 m  |
| ガルサラ                                            | 80 km  | 88 m  |
| モイコ                                              | 90 km  | 91 m  |
| （シェベリ川を越える橋）                            | 111 km | 96 m  |
| ヴィラジオ・ドゥカ・デグリ・アブルッチ (ジョウハル) | 114 km | 108 m |